# Дарница (река)
Да́рница — наибольшая из малых рек Киева. Длина — 21,1 км, из них на территории Киева 2 км спрятано в трубу. Площадь бассейна — 133 км². Ширина русла изменяется от 2 до 5 метров, а глубина — от 0,1 до 1 метра.
Урбанизированность водосбора составляет 21,5 %, лесистость — 47,3 %. Длина прямых участков составляет 70 %.

## Русло
Исток расположен севернее села Княжичи. Верховьем является сеть осушительных каналов. Собственно и сама Дарница в некоторой мере созданна искусственно. В 1930-х годах её русло расчистили для лучшего отведения избыточной воды. До этого тут находились болота, которые обозначены на старых картах.
На восточной окраине Киева река течёт преимущественно через лес и впадает в озеро Берёзка. С этого места река приобретает редкую особенность — она разделяется на две части. Один водоток — Северо-Дарницкий мелиоративный канал — берёт начало в северо-западной части озера. Его можно увидеть в лесу в 400—600 м восточнее улицы Братиславской. Далее речка скрывается в коллекторе, пересекает жилой массив Радужный и впадает в Десенку ниже Северного моста. Этот рукав Дарницы имеет и приток — его, а также расположенный на нём пруд можно увидеть на северном краю парка «Победа».
Второй исток из озера Берёзка расположен в его западной части. Именно за этим водотоком закрепилось название «речка Дарница». Основное направление её течения — на юго-запад. На пути до Днепра речка пересекает промзону (тут расположены Дарницкая ТЭЦ, заводы «Химволокно», «Радикал») и появляется на поверхности за Харьковским шоссе. Далее речка течёт вдоль железной дороги и впадает в озеро Нижний Тельбин. Место впадения в Днепр расположено на 100 м ниже Дарницкого железнодорожного моста.
Озеро Нижний Тельбин играло и в некоторой степени продолжает играть роль отстойника. Теперь на его северном берегу развёрнуто строительство подъездной дороги к новому мосту через Днепр.

## История
Впервые река Дарница упоминается в документах начала XVI столетия как местность, находящаяся во владении двух великих киевских монастырей — Киево-Печерского и Пустынно-Николаевского, которые судились за размежевание территорий. В решении суда в 1509 году граница между владениями монастырей была определена так: «… люди добрые земли перед нами разводили и границу указали тем обоим землям: речку Дарницу, на которой и мельницы…».
На реке Дарнице находились мельницы, в округе были отличные сенокосы, после ежегодных разливов рек даже в засушливые годы тут росли высокие травы. Поблизости от реки находилась переправа через Днепр.
В 1516 году реку в качестве территориальной границы упоминает и король Сигизмунд I.